# Юрай Куцка
Юрай Куцка (на словашки: Juraj Kucka) е словашки футболист, играещ като дефанзивен полузащитник за Баник Приевидза.

## Клубна кариера
Започва кариерата си през 2005 г. в състава на Подбрезова. За 2 сезона записва 42 мача, в които вкарва 3 гола. В началото на 2007 г. преминава в Ружомберок. На 11 март дебютира за тима в мач от Словашката Суперлига. През сезон 2007/08 се налага в състава на Рожемберок, като за тима изигава общо 48 двубоя и вкарва 9 попадения. По препоръка на бившия си треньор Михал Билек Куцка преминава в Спарта Прага през януари 2009 г. През сезон 2009/10 Куцка става шампион на Чехия.
През 2011 г. преминава в Дженоа за 3,5 млн. евро. С физическата си сила и издръжливост Куцка бързо става важна част от състава на „грифоните“. На 31 август 2011 г. Интер купува 50% от правата на Юрай, но словакът така и не записва нито един мач за „нерадзурите“. Въпреки добрите мачове на Куцка в Дженоа, тимът е в криза и години наред завършва във втората половина на таблицата. През сезон 2014/15 „грифоните“ завършват на шесто място, а Юрай изиграва 34 мача в първенството.
На 28 август 2015 г. Куцка става футболист на Милан. Първия си гол за тима вкарва на 9 януари 2016 г. в мач с Рома. През 2016 г. печечели Суперкупата на Италия след победа срещу шампиона Ювентус. През 2017 г. интерес към него има от Китай, но Милан отказват офертите.

## Национален отбор
Дебютира за словашкия национален отбор на 19 ноември 2008 г. в приятелски мач с Лихтенщайн. Въпреки че не играе в квалификациите за Мондиал 2010, Юрай е повикан за финалния турнир от треньора Владимир Вайс. Халфът играе и в трите мача от груповата фаза. На 10 август 2011 г. Куцка вкарва първия си гол за националния отбор в контрола с Австрия. През 2016 г. Куцка играе на Евро 2016, като е основен играч на словашкия тим.
Има 52 мача и 6 гола за националния отбор.

## Успехи
- Шампион на Чехия – 2009/10
- Суперкупа на Чехия – 2010
- Суперкупа на Италия – 2016